# Харазия, Владимир Камсагович
Владимир Камсагович Харазия (18 января 1916, Джирхва, Гудаутский участок, Сухумский округ, Российская империя — 16 мая 1942, Барвенковский район, Харьковская область, Украинская ССР, СССР) — Герой Советского Союза, командир дивизиона 307-го артиллерийского полка 169-й стрелковой дивизии 28-й армии Юго-Западного фронта, старший лейтенант.

## Биография
Родился 18 января 1916 года в селе Джирхва Гудаутского участка Сухумского округа (ныне — Гудаутский район Абхазии) в семье крестьянина. Абхаз.
Окончил 8 классов.
В Красной Армии с 1936 года. Окончил Тбилисское артиллерийское училище в 1939 году Участник советско-финской войны 1939—1940 годов.
На фронте в Великую Отечественную войну с 1941 года. Член ВКП(б) с 1942 года.
Командир дивизиона 307-го артиллерийского полка 169-й стрелковой дивизии 28-й армии Юго-Западного фронта старший лейтенант Xаразия отличился в ходе Харьковской операции 16 мая 1942 года на Барвенковском выступе в районе села Весёлое под Харьковом. В этом бою артиллеристы подбили тридцать танков противника. Лично Xаразия сжёг восемь вражеских танков. Погиб в этом бою.
Похоронен в городе Барвенково Харьковской области Украины.
Из наградного листа В. К. Харазия:

«…В боях за село Весёлое 16 мая 1942 года руководил дивизионом по разгрому немецких танков, атаковавших огневые позиции с левого фланга и тыла, лично сам работал за наводчика, подбил 8 танков противника. Прямым попаданием снаряда противника старший лейтенант Харазия был убит у орудия.
В результате боя его дивизионом подбито 30 танков противника. Товарищ Харазия погиб смертью героя, увлекая до последней минуты своей жизни бойцов и командиров на борьбу с немецкими озверелыми танками, пытавшимися неоднократно контратаковать наши части.
27 мая 1942 года.
Командир 370-го артполка майор Баклай».

Указом Президиума Верховного Совета СССР «О присвоении звания Героя Советского Союза начальствующему составу артиллерии Красной Армии» от 2 июня 1942 года за «образцовое выполнение боевых заданий командования на фронте борьбы с немецкими захватчиками и проявленные при этом отвагу и геройство» удостоен посмертно звания Героя Советского Союза.

## Награды
- Награждён орденами Ленина, Красной Звезды и медалями.

## Память
- На родине Героя установлен памятник.
- Имя Героя носит улица в Гудауте.
- В честь Героя назван катер в Абхазии (https://pastvu.com/p/1509179).

## Фильм
В 1977 году вышел посвящённый ему фильм «Повесть об абхазском парне».